# Bataille de Cepeda (1820)
Pour les articles homonymes, voir Bataille de Cepeda et Cepeda.
La bataille de Cepeda du 1er février 1820 est la première des deux batailles ― la seconde eut lieu en 1859 ― qui virent s’affronter, dans le cadre des guerres civiles argentines, troupes unitaires et fédéralistes dans le marais bordant le ruisseau Cepeda, affluent de la rivière Arroyo del Medio, laquelle sépare les provinces de Buenos Aires et de Santa Fe, à quelque 5 km à l’est du village de Mariano Benítez, dans le nord de la province de Buenos Aires.
Les forces unitaires du gouvernement de José Rondeau, Directeur suprême des Provinces-Unies du Río de la Plata, titulaire du pouvoir exécutif, furent battues par une coalition au sein de laquelle avaient uni leurs forces militaires les caudillos Estanislao López, de la province de Santa Fe, et Francisco Ramírez, de la province d'Entre Ríos, tous deux de tendance fédéraliste et lieutenants du général José Artigas, caudillo de la Bande orientale (correspondant grosso modo à l’actuel Uruguay), et appuyés par le Chilien José Miguel Carrera.
L’affrontement, auquel sa brièveté valut le surnom de bataille des Dix Minutes, se solda par une victoire des fédéralistes et entraîna la dissolution de l’autorité nationale, savoir le Directoire et le Congrès national. Il s’ensuivit une période, dite Anarchie de l’An XX, longue de quatre ans et caractérisée par l’absence de structures politiques fédérantes et l’avènement des autonomies provinciales, le pays se trouvant dès lors composé de treize provinces autonomes.

## Causes
L'épreuve de force militaire de Cepeda eut pour cause le mécontentement des provinces dites de l’intérieur vis-à-vis de la capitale Buenos Aires, qui gouvernait le jeune État des Provinces-Unies du Río de la Plata, né de la révolution de Mai de 1810, en dédaignant la volonté des provinces. La principale revendication des dirigeants fédéralistes était que chacune des provinces pût se gouverner elle-même, et qu’unies elles constituassent une fédération.
Les actes d’insoumission contre le gouvernement central du Directoire avaient débuté en 1814. Celui qui en était alors l’initiateur, le caudillo oriental José Artigas, réussit à étendre la rébellion à plusieurs autres provinces et mit sur pied la Ligue fédéraliste (en esp. Liga Federal), avec laquelle le gouvernement central fut incapable de jamais trouver de consensus. Ces soulèvements eurent par ailleurs pour effet d’entraver les efforts de guerre du Directoire contre les royalistes espagnols, en ce qu’ils contraignaient le pouvoir de Buenos Aires à prélever d’importantes forces d’abord à l’armée du Nord, puis à l’armée des Andes, destinées normalement à lutter contre le pouvoir colonial espagnol.
De fait, à partir de 1816, les provinces dites du Litoral, savoir Entre Ríos, Santa Fe, Corrientes, Misiones et la Bande Orientale, menaient une politique indépendante du gouvernement central établi à Buenos Aires. Même après plusieurs années d’invasions répétées de Santa Fe et d’Entre Ríos par les troupes du gouvernement portègne, la situation ne s’était pour l’essentiel guère modifiée.
Le roi du Portugal, qui résidait au Brésil, mit à profit les dissensions internes du jeune État pour annexer la Bande orientale, en l’envahissant début 1817 et en s’emparant de sa capitale Montevideo. Le gouvernement de Buenos Aires ne fit aucun effort sérieux pour venir en aide à Artigas, et celui-ci accusa le gouvernement d’appuyer l’invasion lusobrésilienne.
En 1819, le Congrès, qui avait été d’abord de Tucumán, mais s’était entre-temps transféré à Buenos Aires, sanctionna une constitution d’esprit centraliste qui attribuait d’amples pouvoirs au gouvernement de Buenos Aires tout en restreignant pour les provinces la latitude de décider de leurs propres affaires. En conséquence, Artigas et les autres caudillos locaux convinrent ensemble de ne plus traiter avec le gouvernement central et de l’attaquer dans sa propre capitale. Sur ordre d’Artigas, les forces d’Entre Ríos se transportèrent dans la province de Santa Fe, et de là firent mouvement sur Buenos Aires.
Au cours de cette même période, c'est-à-dire entre l’adoption de la Constitution argentine de 1819 et la bataille de Cepeda, les provinces de Tucumán et de Cuyo ― outre celle de Salta, qui figurait alors comme une sorte d’alliée, indépendante du gouvernement central ― avaient également récusé le gouvernement de Buenos Aires.

## La bataille
Peu avant la bataille eut lieu, le 8 janvier 1820, la mutinerie d’Arequito, par laquelle l’armée du Nord, qui avait été appelée à son secours par le Directeur suprême, se rebella pour n’avoir pas à s’engager dans une guerre civile fratricide. Ce nonobstant, Rondeau résolut d’affronter les fédéralistes avec la seule armée de la capitale. Il avait en apparence cet avantage pour lui que l’armée du Litoral était intégralement constituée de cavalerie.
Les troupes portègnes, sans laisser aux fédéralistes le temps d’arriver à Buenos Aires, envahirent à marche forcée la province de Santa Fe. Rondeau occupa la lisière sud de l’étendue marécageuse connue sous le nom de Cañada de Cepeda (marais de Cepeda) pour y attendre ses ennemis.
Rondeau disposa son armée selon un ordre de bataille classique, c'est-à-dire avec la cavalerie sur les côtés et l’infanterie au centre, et eut recours, pour garantir ses arrières, au long convoi des charrettes ― soit une position fort difficile à enlever, du moins si l’ennemi attaquait de front. Cependant, évoluant au milieu de la plaine, les fédéralistes n’étaient nullement tenus de procéder ainsi, d’autant moins que leurs troupes étaient uniquement de cavalerie.
Il semble qu’Estanislao López, quoique gouverneur de la province dans laquelle on se battait, eût cédé à Francisco Ramírez le commandement des opérations de la bataille. En effet, López passait pour expert en actions de guérilla, tandis que Ramírez avait prouvé ses capacités en matière de batailles rangées. Aux côtés des Santafesinos et des Entrerrianos combattaient dans l’armée fédéraliste un certain nombre d’indigènes du Chaco, ainsi qu’un escadron de Correntins, sous les ordres du capitaine irlandais Peter Campbell.
Les chefs militaires fédéralistes traversèrent au galop le marais de Cepeda, contournèrent le dispositif des portègnes et prirent position devant les arrières de ceux-ci. Aussitôt, pendant que l’infanterie portègne tentait de faire face entre les chariots et que les canons étaient encore tournés dans la direction opposée, les fédéralistes attaquèrent la cavalerie et la mirent en fuite. La bataille s’acheva après environ dix minutes, la débandade de la cavalerie directoriale emportant Rondeau. Le reste de l’armée, soit près de mille hommes, dut se retirer sur San Nicolás de los Arroyos, sur la rive du fleuve Paraná, à 60 km de distance, pour s’y embarquer et entamer, sous la conduite du général Juan Ramón Balcarce (en), le chemin de retour pour Buenos Aires.

## Suites
Tout le nord de la province de Buenos Aires fut envahi par les caudillos fédéralistes, qui parvinrent en peu de jours jusqu’aux environs de la ville de Buenos Aires, amenant le Directeur suprême Rondeau à démissionner le 11 février 1820.
Par la suite, une série de gouvernements provisoires se succédèrent au pouvoir à Buenos Aires. Le premier gouverneur autonome, Manuel de Sarratea, arrivé au pouvoir avec la protection des fédéralistes, conclut avec ceux-ci le traité de Pilar, aux termes duquel la province de Buenos Aires reconnaissait aux autres provinces le droit de se doter de leur propre gouvernement et se dissolvait le congrès de Tucumán.
Cependant, l’anarchie perdurait dans la capitale, jusqu’à ce qu’en septembre 1820 Martín Rodríguez fût nommé gouverneur. La stabilité et le progrès de son gouvernement furent obtenus au prix d’isoler la province d’avec le reste du pays.
Entre-temps, les provinces étaient venues à se gouverner elles-mêmes à la manière d’entités autonomes au sein d’une confédération, sous réserve du fort pouvoir d'influence qu’exerçaient par ailleurs quelques caudillos ayant la haute main sur des coalitions de plusieurs provinces.
En dépit de plusieurs tentatives éphémères de réunifier le pays, parmi lesquelles se détachent les efforts en ce sens du président Bernardino Rivadavia de 1825 à 1827, l’Argentine ne réussit à refaire son unité qu’après la chute du gouverneur de Buenos Aires, Juan Manuel de Rosas, et la prompte sanction de la Constitution argentine de 1853. La province de Buenos Aires ne devait rejoindre la confédération qu’en 1861.